# Energía de activación

La relación y el incremento de la entalpía de formación con y sin catalizador. El punto de mayor energía (punto del complejo activado) representa el estado no
transición. Con un catalizador, la energía requerida para que la reacción entre en el estado de transición disminuye, por lo tanto, la energía necesaria para iniciar la reacción también disminuye.

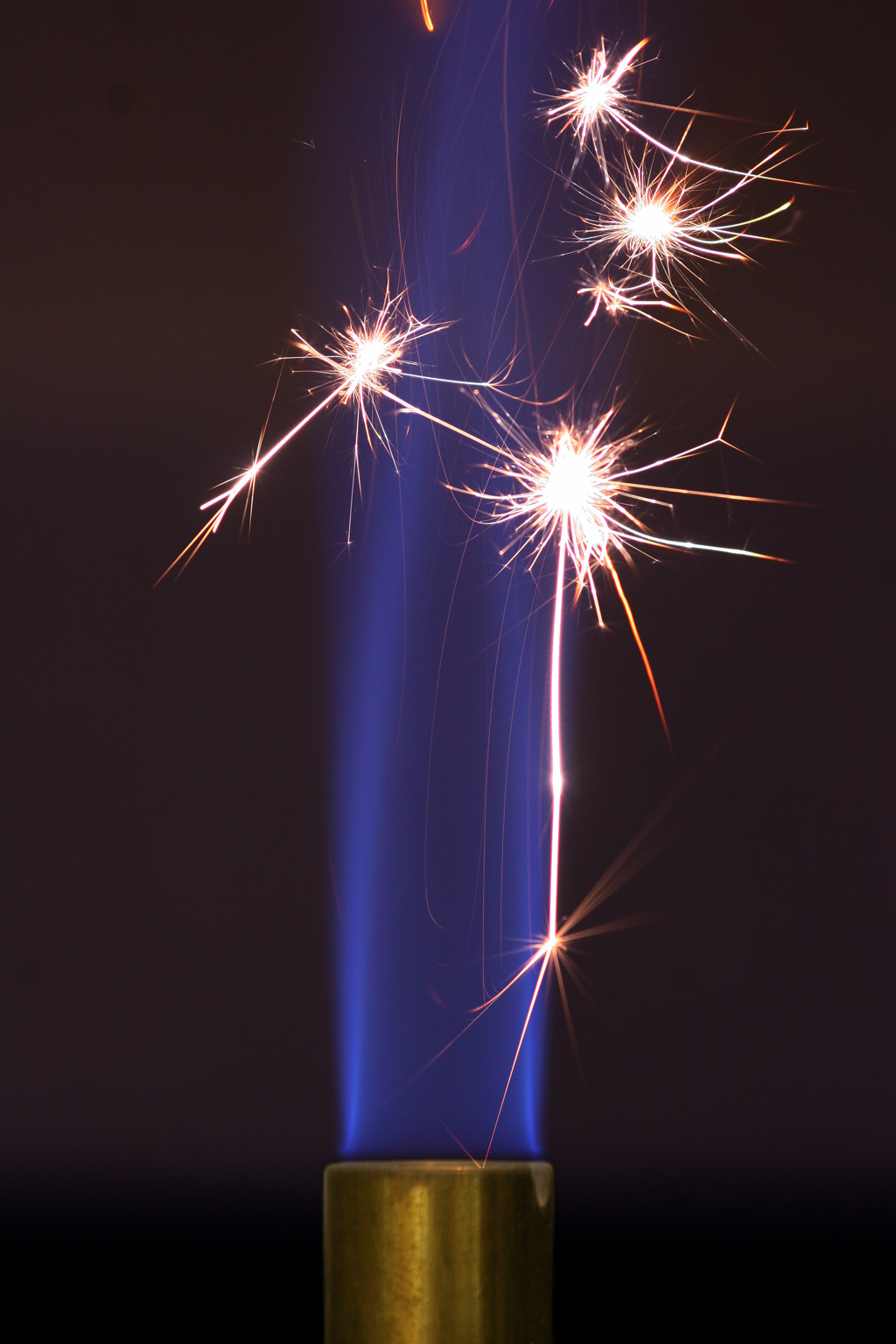
Las chispas generadas al golpear acero contra un pedernal proporcionan la energía de activación para iniciar la combustión en este mechero Bunsen. La llama azul se sostiene a sí misma después de que las chispas cesen debido a que la combustión continua de la llama es ahora energéticamente favorable.

En química, la energía de activación ({\displaystyle E_{\mathrm {a} }}) es la energía mínima que necesita un sistema antes de poder iniciar un determinado proceso.

## Historia
Svante August Arrhenius introdujo el término energía de activación en 1888...

## Introducción
La energía de activación suele utilizarse para denominar la energía mínima necesaria para que se produzca una reacción química dada. Para que ocurra una reacción entre dos moléculas, estas deben colisionar en la orientación correcta y poseer una cantidad de energía mínima. A medida que las moléculas se aproximan, sus nubes de electrones se repelen. Para superar esto se requiere energía (energía de activación), que proviene de la energía térmica del sistema, es decir la suma de la energía traslacional, vibracional, y rotacional de cada molécula. Si la energía es suficiente, se vence la repulsión y las moléculas se aproximan lo suficiente para que se produzca una reordenación de sus enlaces.
El estudio de las velocidades de reacción se denomina cinética química.
Un ejemplo particular es el que se da en la combustión de una sustancia. Por sí solos el combustible y el comburente no producen fuego, es necesario un primer aporte de energía para iniciar la combustión, que luego es autosostenida. El aporte de una pequeña cantidad de calor puede bastar para que se desencadene una combustión, haciendo la energía calórica aportada el papel de energía de activación, y por eso a veces a la energía de activación se la llama entalpía de activación.
Las energías de activación empíricas se encuentran en el intervalo de 0 a 80 kcal/mol (330kJ/mol) para la mayoría de las reacciones químicas elementales. Suelen ser menores para las reacciones bimoleculares que para las monomoleculares.
Cuando la energía de activación es nula, la constante cinética es esencialmente independiente de la temperatura.

## Simbología
| Símbolo                          | Nombre                         | Unidad     |
| -------------------------------- | ------------------------------ | ---------- |
| {\displaystyle E_{\mathrm {a} }} | Energía de activación          | J / kg     |
| {\displaystyle p}                | Presión constante              | Pa         |
| {\displaystyle R}                | Constante de los gases ideales | J / (kg K) |
| {\displaystyle T}                | Temperatura absoluta           | K          |
| {\displaystyle k}                | Constante de reacción          |            |

## Descripción
La ecuación de Arrhenius proporciona una expresión cuantitativa para la relación entre la energía de activación y la velocidad a la que se produce la reacción.
A presión constante, la energía de activación viene determinada por la siguiente ecuación:
{\displaystyle E_{\mathrm {a} }=R\ T^{2}\left({\frac {\partial \ln k}{\partial T}}\right)_{p}}
Según su origen, este primer aporte de energía se clasifica como:
- químico: La energía química exotérmica desprende calor, que puede ser empleado como fuente de ignición.
- eléctrico: El paso de una corriente eléctrica o un chispazo produce calor.
- nuclear: La fusión y la fisión nucleares producen calor.
- mecánico: Por compresión o fricción, la fuerza mecánica de dos cuerpos puede producir calor.

Las siguientes representaciones gráficas manifiestan diferencias acerca de cómo la presencia de un catalizador (ejemplo una enzima en un proceso biológico) disminuye la energía de activación debido a su complementariedad y por tanto provoca una disminución en el tiempo requerido para que se forme el producto, o sea, aumenta la velocidad.